# Remsen (hrabstwo Oneida)
Remsen – wieś w Stanach Zjednoczonych, w stanie Nowy Jork, w hrabstwie Oneida.